# Munawar Hasan
Syed Munawar Hasan (en ourdou : سید منور حسن), né le 5 août 1941 à Delhi (Inde britannique) et mort le 26 juin 2020 à  Karachi (Pakistan), est un homme politique pakistanais. Il a été le président du Jamaat-e-Islami, parti islamiste du Pakistan de 2009 à 2014.

## Biographie

### Études
En 1947, sa famille opte pour le Pakistan. Syed Munawar Hasan obtient un Master's de sociologie en 1963 et en sciences islamiques en 1966 de l'Université de Karachi.

### Vie politique
En 1960, Syed Munawar Hasan adhère au Islami Jamiat-e-Talaba et en devient président en 1964. Il conserve ce poste pendant 3 mandatures.
En 1967, il adhère au Jamaat-e-Islami, dont il occupe différents postes.
En 2014, il est le premier dirigeant de ce parti à perdre une élection interne au parti, étant défait par Siraj-ul-Haq.

### Positions politiques
En janvier 2011, Syed Munawar Hasan soutient la Loi interdisant le blasphème après l'assassinat de Salman Taseer.
Il milite contre le soutien du Pakistan à la lutte contre les extrémistes islamistes menée par les États-Unis.